# Smithsonian Tropical Research Institute

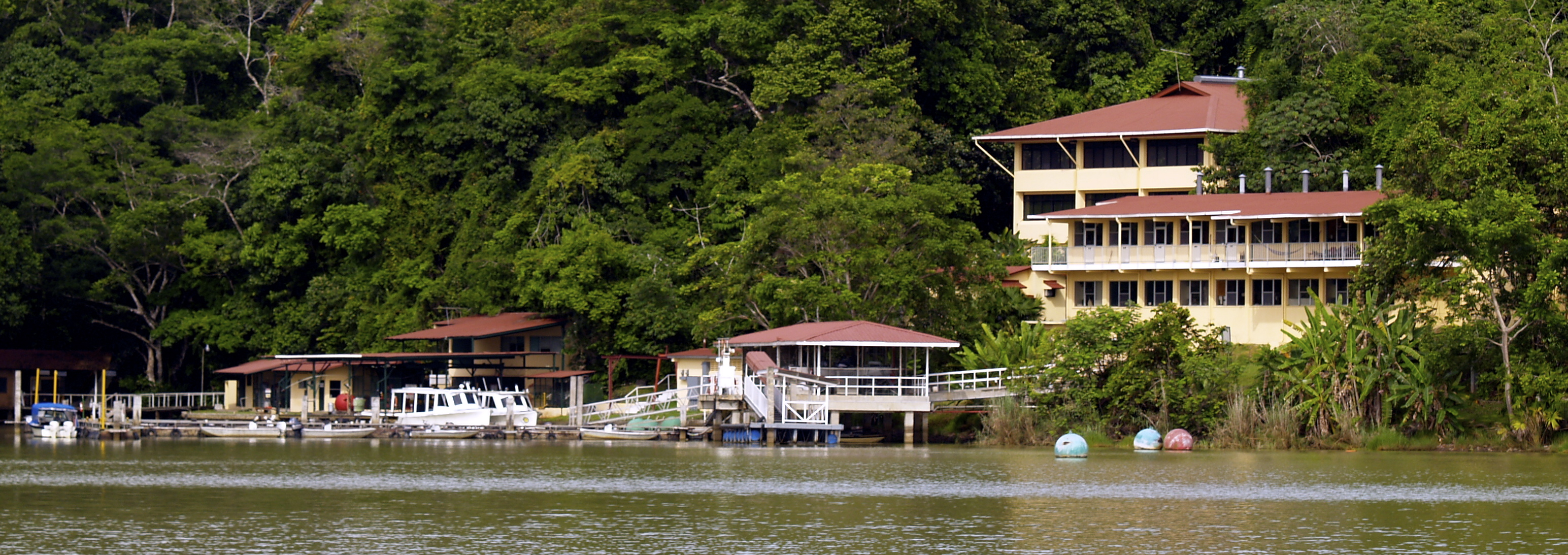
Barro Colorado Research Station

Het Smithsonian Tropical Research Institute (STRI) is een onderzoeksinstituut dat is gevestigd in Panama. Het onderzoeksinstituut maakt deel uit van het Amerikaanse Smithsonian Institution en richt zich op onderzoek en bescherming van de tropische biodiversiteit.  
In 1923 is het instituut begonnen als een klein onderzoekstation op Isla Barro Colorado, een eiland in het Panamakanaal. Op dit eiland wordt onderzoek gedaan naar de biodiversiteit, onder meer van planten, zoogdieren en vogels. STRI heeft mariene laboratoria aan de Caribische- en de Pacifische kust van Panama, onder meer in Bocas del Toro aan de Caribische kust. Ook heeft het instituut de beschikking over een boot om onderzoek mee te verrichten. Twee hijskranen zijn in het bezit van STRI om onderzoek te doen aan de boomlaag van bossen. Een hiervan is gevestigd in een droog bos nabij Panama-Stad en de andere is gevestigd in een regenwoud  bij de monding van de rivier de Chagres bij de Caribische kust. 
Andere faciliteiten van het instituut betreffen kantoren, laboratoria, een grote bibliotheek en het Punta Culebra Nature Center in Panama-Stad; accommodaties en onderzoeksfaciliteiten in Gamboa nabij Parque Nacional Soberanía en een onderzoekstation in Reserva Forestal Fortuna in de westelijke provincie Chiriquí nabij bergbos. STRI beschikt over een internationale staf van meer dan 35 wetenschappers, waaronder Klaus Winter, een veel geciteerde wetenschapper op het gebied van de plantkunde. De organisatie ontvangt studenten en gastonderzoekers voor verblijven van tien weken tot drie jaar. Het instituut werkt samen met individuele onderzoekers en organisaties door de gehele tropen.  
Hoewel het instituut is gevestigd in Panama, wordt er door medewerkers van het instituut onderzoek verricht in meer dan veertig landen in de gehele tropen. Het voorkomen van bomen wordt bijgehouden in veertien landen die zich bevinden in Afrika, Azië en Amerika. Er worden meer dan 3 miljoen bomen bestudeerd die circa 6000 soorten representeren. Er worden experimentele bosfragmenten van 0,01; 0,1 en 1 km² gecreëerd om de consequenties van het omzetten van landschappen op het in stand houden van bos in het Amazonebekken te bestuderen. Mariene biologen houden zich namens het STRI bezig met het in kaart brengen het niveau van genetische isolatie in koraalriffen.  